# Wawa aba

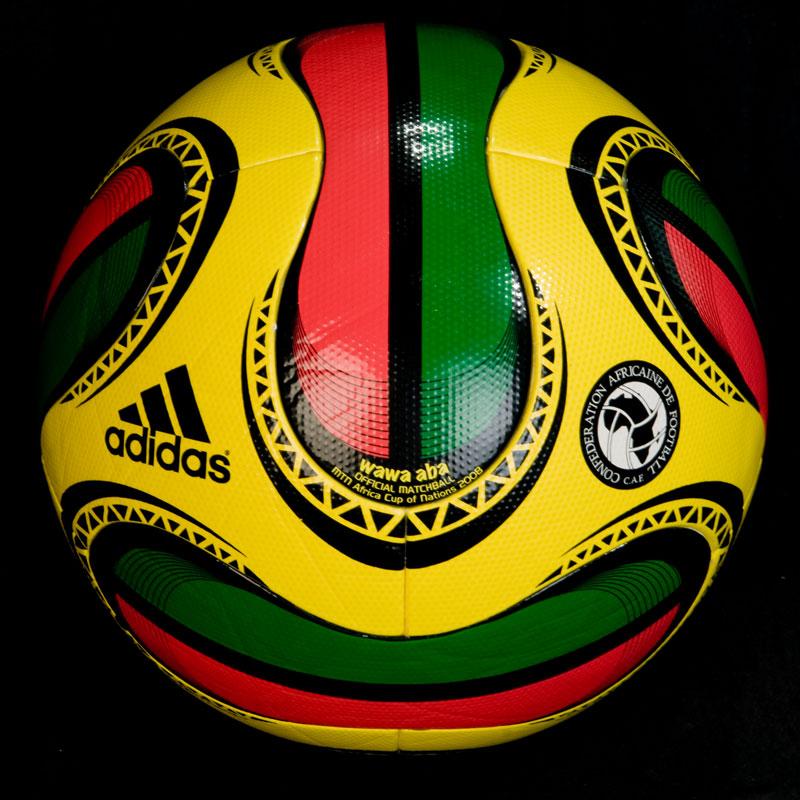
Adidas wawa aba

wawa aba ist der Name des offiziellen Spielballs der Fußball-Afrikameisterschaft 2008 in Ghana.

## Eigenschaften
Der wawa aba war der erste Fußball, den adidas speziell für den Africa Cup of Nations hergestellt und vertrieben hat. Seine Eigenschaften ähneln dem des Europass, der bei der Fußball-Europameisterschaft 2008 zum Einsatz kam. Von seiner Struktur erinnert auch er an den +Teamgeist, den offiziellen Spielball der Fußball-Weltmeisterschaft 2006 in Deutschland.
Farblich ist er in rot, gelb, grün und schwarz, den Nationalfarben Ghanas, gehalten und weicht daher optisch stark vom klassischen Farbschema mit weiß als Grundton ab. Der Name heißt übersetzt „Samen des Abachi-Baums“ und steht für Stärke und Flexibilität. Der Ball besitzt eine „Gänsehaut“-ähnliche Oberfläche, um die Flugeigenschaft und Kontrollierbarkeit zu verbessern.
Der Ball besteht aus einer orangen Kunststoff-Luftblase, die in Stofffetzen eingenäht und zudem mit Gummi überzogen ist. Die Form und Anordnung der Panels wurde wie beim +Teamgeist gewählt und dient der besseren Rundung des Balls.
Wie beim Europass nutzt der Ball das Polymer-Material PCS-Texture, das die Oberfläche abdeckt. Der wawa aba wiegt zwischen 441 und 444 Gramm und erhöht sein Gewicht auch bei starkem Regen um bis zu 4,5 %, womit der FIFA-Standard von maximal 10 % eingehalten wird.